# Радужный (Набережные Челны)
Радужный — жилой микрорайон в Центральном районе города Набережные Челны. Первый микрорайон, возведённый в городе с момента распада СССР.
Микрорайон «Радужный» расположен между улицами Машиностроительная и Ахметшина, в непосредственный близости от 58-го и 59-го комплексов. Главной улицей микрорайона является улица Ахметшина.

## История
Строительство микрорайона началось во второй половине 2000-х годов. Заказчиком-застройщиком жилых домов микрорайона выступила ООО «Жилищная инвестиционная компания». Генеральный подрядчик — ООО «Домостроительный комбинат».
В процессе возведения микрорайона был объявлен конкурс на колористическое оформление новых жилых домов 60-го комплекса. Победителем были выбраны 2 проекта ученика детской школы искусств № 6 «Да-Да», которые легли в основу оформления фасадов домов микрорайона, что в последующем и отразилось в названии микрорайона — «Радужный».

## Объекты

### Жилые дома
По состоянию на 1 января 2012 года в микрорайоне расположено 10 жилых домов (10- и 17-этажных) на 1536 квартир, общей площадью 91 969 м².

### Торговые-центры
- Торговый центр «Fox»

### Магазины
- Пятёрочка ул. Ахметшина 60/08
- «Продслава» ул. Ахметшина 60/03
- Магнит ул. Ахметшина 60/07

### Прочие
В 2007 году микрорайон располагал небольшим спорткомплексом (включающий теннисный корт и волейбольно-баскетбольную площадку), 9 детскими игровыми площадками, площадками для отдыха, а также пешеходными и велосипедными дорожками, выложенными брусчаткой.

## Общественный транспорт
Общественный транспорт в микрорайоне представлен маршрутным такси и трамваями.
Маршрутное такси
Остановка «Центр слуха»  (улица Ахметшина): № 27
Трамвай
Остановка «Центр слуха», остановка «Леруа Мерлен» (улица Машиностроительная): № 1; 2; 6; 8; 12